# Priacma serrata
Priacma serrata is een keversoort uit de familie Cupedidae. De wetenschappelijke naam van de soort is voor het eerst geldig gepubliceerd in 1861 door LeConte.